# Laffly V15
El Laffly V15T fue un tractor de artillería ligero 4x4 francés utilizado durante la Segunda Guerra Mundial. Se utilizó para remolcar el cañón antitanque Hotchkiss 25 mm. Se designó como V15R a un vehículo de transporte de personal y reconocimiento basado en el mismo chasis. La propia empresa Laffly sólo fabricó el primer lote de 100 V15, mientras que el resto de la producción corrió a cargo de Corre La Licorne.